# Andelat
Andelat település Franciaországban, Cantal megyében. Lakosainak száma 474 fő (2022. január 1.). Andelat Coltines, Coren, Roffiac, Saint-Flour és Talizat községekkel határos.

## Népesség
A település népességének változása:
| Lakosok száma | 343  | 325  | 350  | 398  | 456  | 463  | 466  | 472  | 474  | 474  |
|               | 1968 | 1982 | 1990 | 2006 | 2013 | 2015 | 2017 | 2019 | 2020 | 2022 |